# Fiat AS.5
Il Fiat AS.5 era un motore aeronautico da competizione a 12 cilindri a V, raffreddato a liquido realizzato in pochi esemplari dall'azienda italiana Fiat Aviazione nel 1929, specificatamente per equipaggiare l'idrocorsa Fiat C.29 destinato a partecipare alla Coppa Schneider del 1931 alla quale però non poté concorrere per limitazioni di tempo.
Per parecchi anni fu il motore più leggero del mondo.

## Sviluppo
Tecnicamente era simile al motore prototipo Fiat A.20, dal quale differiva per avere l'elica metallica e senza mozzo.
Derivato dal motore Fiat AS.3 rispetto al quale aveva dimensioni inferiori e prestazioni più elevate, aveva 12 cilindri disposti a V a 60° in due gruppi da 6 cilindri ciascuno, ed era raffreddato ad acqua.
Da questo motore venne successivamente derivato il motore da competizione Fiat A.30.

## Velivoli utilizzatori
Italia
- Fiat C.29 (idrocorsa)